# Bainghen
Bainghen é uma comuna francesa na região administrativa de Altos da França, no departamento de Pas-de-Calais. Estende-se por uma área de 6,69 km². Em 2010 a comuna tinha 224 habitantes (densidade: 33,5 hab./km²).